# Dann Mallio Carneiro
Dann Mallio Carneiro (Rio de Janeiro, 1907 – Rio de Janeiro, 27 de setembro de 1937) foi um compositor brasileiro.
Sua primeira composição foi gravada em 1930, o samba "No Grajaú, Iaiá", em parceria com José Francisco de Freitas, lançado por Mário Reis pela gravadora Odeon.
Embora, sua carreira foi de pouca duração, mas suas canções já foram gravadas por vários músicos, como Carmen Miranda, Mário Reis e Iolanda Osório, entre outros.